# Grauwacke

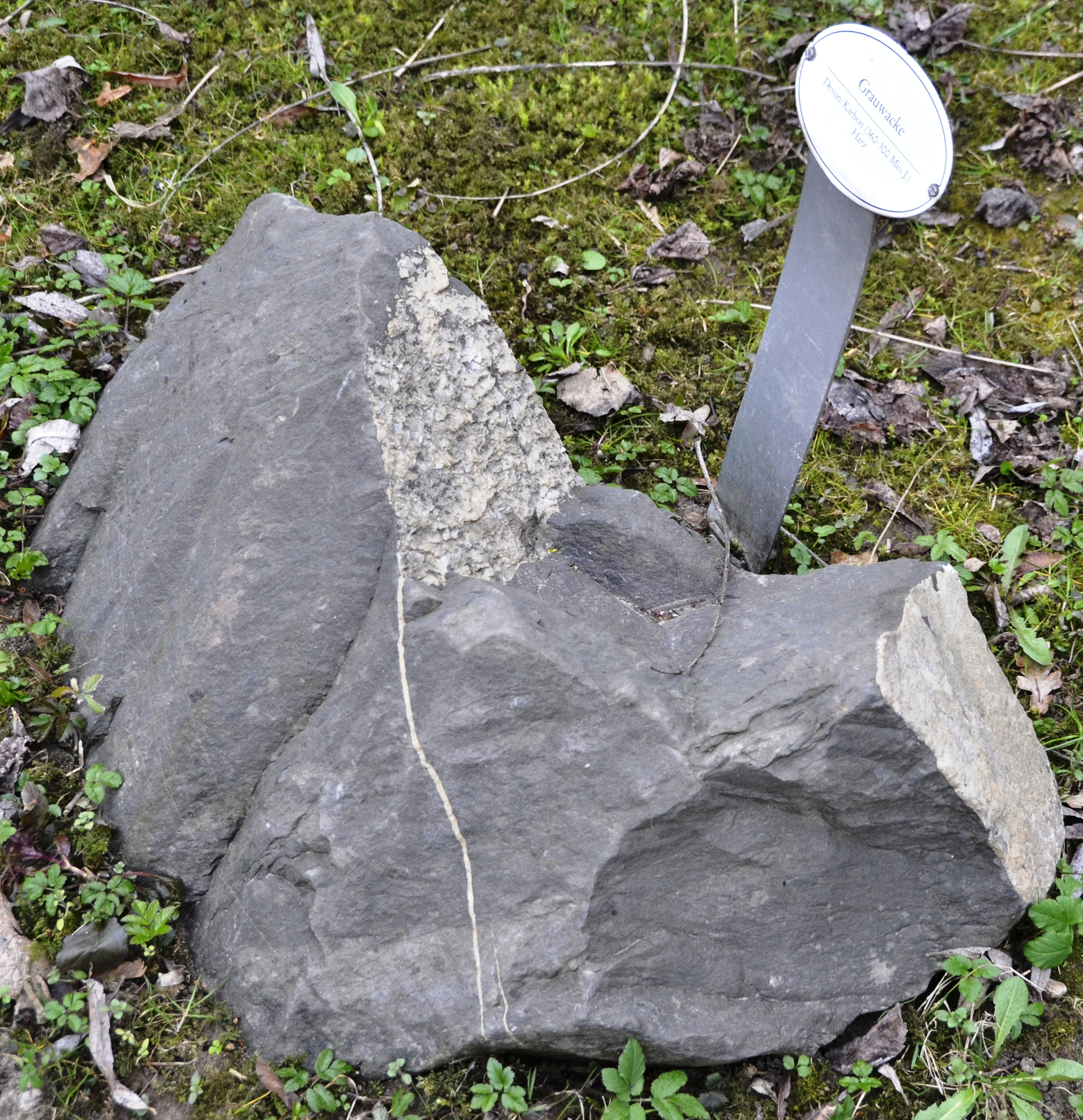
Probe einer Grauwacke aus dem Oberdevon oder Unterkarbon des Harzes, ausgestellt in der Geologischen Schausammlung des Alpinen Museums in München.

Grauwacken sind graue bis grüngraue Sandsteine mit einem hohen Anteil an Feldspat und Matrix. Der Begriff wird meist nur für Gesteine verwendet, die dem Paläozoikum entstammen oder noch älter sind.

## Begrifflichkeit und Abgrenzung
Der Begriff Grauwacke stammt aus der Bergmannssprache der Harzregion. Die Verwendung ist seit mindestens 1780 belegt.
In Deutschland ist Grauwacke darüber hinaus ein veralteter stratigraphischer Name für Gesteine des Unterkarbons der Kulmfazies. Grauwacken finden sich in Mitteleuropa zum Beispiel in den alten Rumpfgebirgen wie Harz, Rheinisches und Thüringisches Schiefergebirge. Etwa gleich alte Grauwacken treten in den Alpen als schmaler Streifen nördlich der Zentralalpen zu Tage, wobei diese sogenannte Grauwackenzone überwiegend Sandsteine aufweist, die nicht als Grauwacken im eigentlichen Sinne anzusprechen sind.
Unter sedimentpetrographischem Aspekt, insbesondere hinsichtlich des Mineralbestandes, gilt die Bezeichnung Grauwacke als schlecht definiert („Feldbezeichnung“). So unterscheidet sich der Mineralbestand der Sandfraktion einer Grauwacke, abgesehen vom Feldspatanteil, kaum von dem einer Arkose. Hauptunterscheidungsmerkmal zwischen beiden Gesteinen sind die Tonminerale der Matrix, bei Arkosen hauptsächlich Kaolinit, bei Grauwacken vor allem Chlorit und Glimmer. Jedoch können diagenetische Vorgänge dazu führen, dass Kaolinit in Chlorit umgewandelt wird und die Feldspäte einer Arkose in Glimmer übergehen. Daher ist für die Unterscheidung zwischen Arkose und Grauwacke auch der gesamte geologische Kontext wichtig: Grauwacken sind marine Gesteine und Bestandteil von Flyschserien, während Arkosen typische kontinentale Molasseablagerungen sind.

## Entstehung

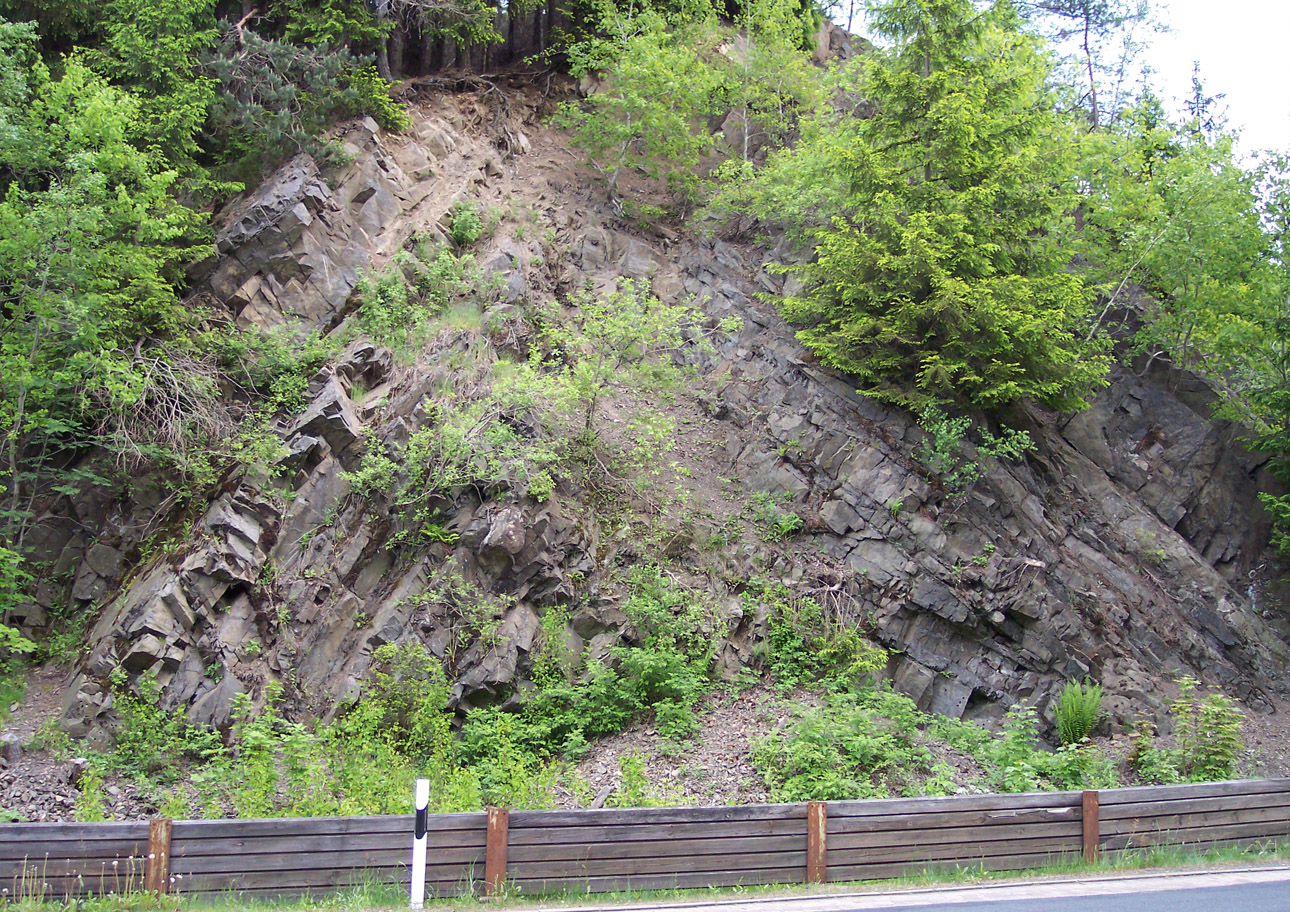
Mächtige Grauwackenbänke einer proximalen Flyschserie des Unterkarbons in einem Straßenaufschluss im Harz. Deutlich zu erkennen ist, dass die Ablagerungen nachträglich gefaltet wurden.

Grauwacken sind marine, klastische Sedimente, die bevorzugt in Sedimentbecken abgelagert werden, die einem in Entstehung begriffenen Faltengebirge vorgelagert sind (sogenannte Gebirgsvortiefen). Das Ausgangsmaterial entstammt einem relativ kleinen, aber geologisch sehr abwechslungsreichen Liefergebiet. Es wird von Flüssen ins Meer transportiert und zunächst auf dem Kontinentalschelf abgelagert. Durch Überschreiten des stabilen Hangwinkels oder durch Erdbeben können die noch nicht verfestigten Ablagerungen instabil werden und in einem Trübestrom den Schelfhang hinab rutschen, wobei das abgerutschte Material mehr als 100 Kilometer zurücklegen kann. Durch Trübeströme abgelagerte Sedimente bzw. die daraus hervorgegangenen Gesteine werden generell als Turbidite bezeichnet. Eine einzelne Grauwackenbank repräsentiert einen proximalen Turbidit, d. h. Material, das noch relativ nahe am Ausgangspunkt des Trübestroms abgelagert wurde. Wie für turbiditische Ablagerungen allgemein typisch, weist eine Grauwackenbank im Vertikalschnitt oft eine gradierte Schichtung auf. Jedoch ist zu beachten, dass nicht jeder proximale Turbidit eine Grauwacke ist, sondern nur solche, die in einer Gebirgsvortiefe zur Ablagerung kamen. Grauwackenreiche Turbiditserien werden auch unter der Bezeichnung Flysch zusammengefasst.

## Zusammensetzung, Textur und Struktur
Die stark verfestigten, meist dunklen Gesteine bilden eine Untergruppe der Sandsteine. Ihre Sandfraktion besteht überwiegend aus Quarz und Feldspat (meist Plagioklas), wobei ein nicht geringer Teil dieser Minerale innerhalb sandkorngroßer Bruchstücke vulkanischer Gesteine vorkommt. Weitere Gesteinsbruchstücke stammen von Kiesel- und Tonschiefern. Die Sandfraktion ist mittel- bis feinkörnig, teilweise auch grobkörnig, wobei die Sortierung generell schlecht ist. Die Körner sind zudem meist schlecht gerundet.
Die Mineralkörner und Gesteinsbruchstücke sind eingebettet in eine feinkörnige Grundmasse (Matrix), die einem Tonstein entspricht und meist aus Chloriten und Glimmern besteht. Wie hoch genau der Matrixanteil sein muss, damit eine Grauwacke vorliegt, ist nicht einheitlich geregelt. Der deutsche Geologe Hans Füchtbauer schlug einen Matrixanteil von mehr als 15 % vor. Die Matrix ist hauptverantwortlich für die meist dunkel(grün)graue Färbung des Gesteins.
Aufgrund des sehr heterogenen Mineralbestandes und der schlechten Kornsortierung und -rundung, einschließlich des relativ hohen Matrixanteils, spricht man bei einer Grauwacke auch von einem Sandstein sehr niedriger kompositioneller und struktureller Reife. Im Gegensatz dazu besitzen Sandsteine in Turbiditserien passiver Kontinentalränder eine deutlich höhere Reife. Wie für Turbidite allgemein typisch, sind mächtigere Grauwackenbänke oft gradiert und in ihrem oberen Teil fein laminiert.
Nach Hans Gerhard Huckenholz (1963) bestehen Grauwacken aus:
- 28–53 % Quarz
- 25–47 % Feldspat
- 04–21 % Glimmer
- 04–25 % Chlorit
- 00–06 % Karbonaten
- 01–03 % akzessorischen Mineralen

Grauwacken lassen sich in Quarzwacken (Quarz dominiert), Feldspatwacken (mit Quarz, Feldspat und geringen Mengen an Gesteinsbruchstücken) und lithische Wacken (hoher Anteil von Gesteinsbruchstücken) unterscheiden.
Darüber hinaus ist für tektonisch beanspruchte, feinsandige, dunkle marine Tonsteine, deren Sandfraktion ähnlich heterogen zusammengesetzt ist wie die einer Grauwacke, der Ausdruck Grauwackenschiefer gebräuchlich.

## Nutzung

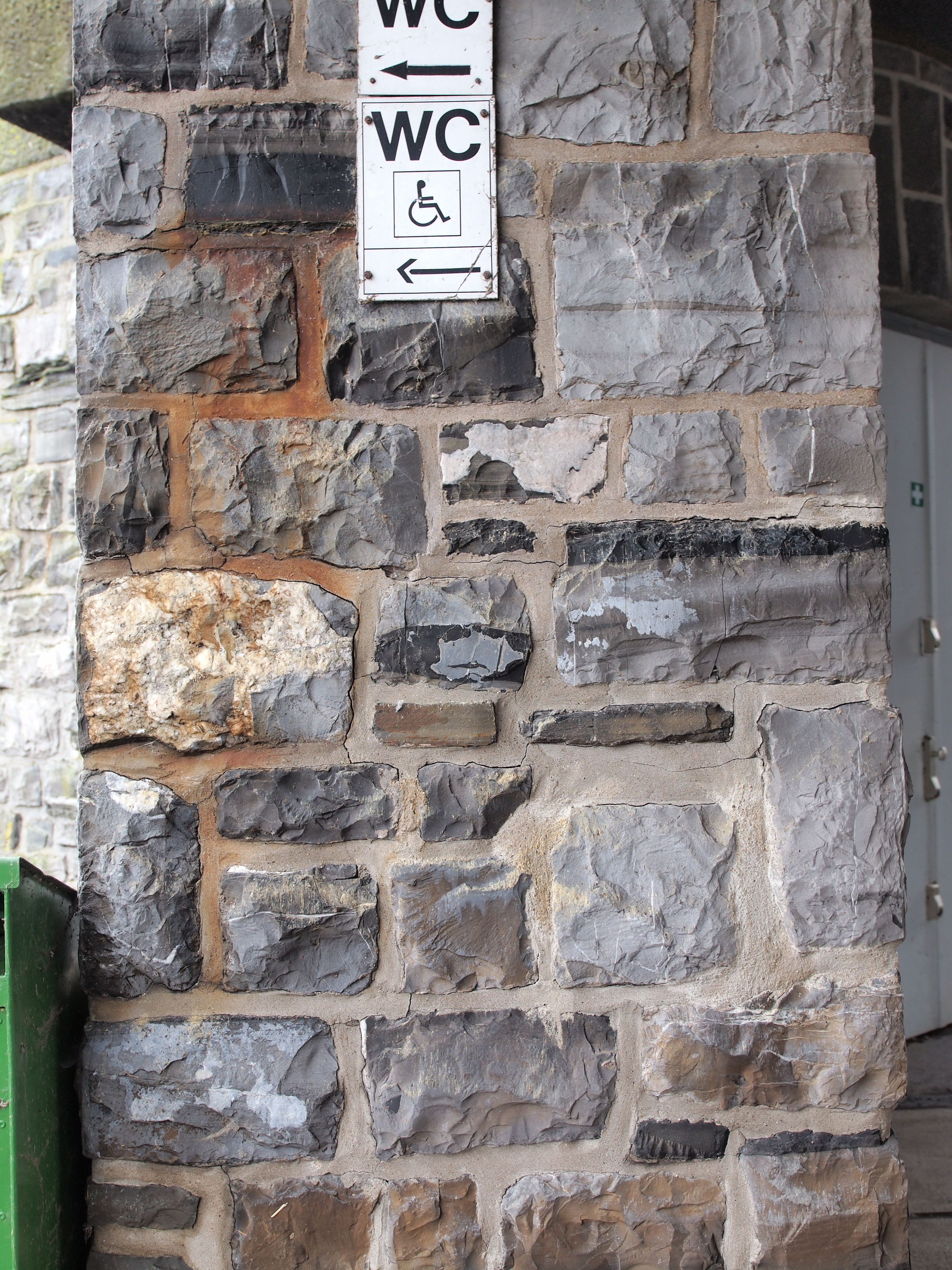
Grauwacke-Mauerwerk in der Sperrmauer des Möhnesees im Sauerland

Grauwacke findet als Grauwackeschotter verbreitet Verwendung als Oberbaustoff für Eisenbahntrassen sowie als Pflasterstein. Sie wird zudem auch als Mauerstein, auch bei Wasserbauten (Staumauern u. ä.), eingesetzt. In Deutschland wird das Gestein 2023 in über 20 Steinbrüchen abgebaut.

## Natursteinsorten
- Rheinisches Schiefergebirge
  - Lindlarer Grauwacke (Bergisches Land, Devon)
  - Mosel-Grauwacke (Treis-Karden, Devon)
  - Edersee-Grauwacke (Waldeck, Unterkarbon)
- Harz
  - Oberharzer Grauwacke (Unterkarbon)
  - Südharzer Grauwacke
  - Selker Grauwacke
- Sonstige
  - Lausitzer Grauwacke (Neoproterozoikum)

## Sonstiges
Grauwacke war in Deutschland im Jahr 2023 das Gestein des Jahres.